# Leonardo Talamonti
Leonardo Talamonti (12 de noviembre de 1981; Álvarez, Santa Fe, Argentina) es un exfutbolista argentino. Jugó de defensor central o zaguero. Su último club fue Platense disputando el Campeonato de Primera B 2016-17 (Argentina).

## Trayectoria
Leonardo Talamonti debutó en la Primera División de Argentina en el año 2001 en Rosario Central, de la ciudad de Rosario. Como Talamonti tuvo un gran desempeño, fue tenido en cuenta por varios equipos del fútbol extranjero. Fue así que en el año 2004 fue cedido a préstamo por un año al club Lazio de Italia, jugando allí 12 partidos y logrando convertir un gol. Cláusulas en el contrato con el club italiano provocó que volviera a la Argentina, y en el año 2005 fue cedido a River Plate de Argentina en donde jugó 24 partidos.
En el año 2006 volvió a la Liga Italiana pero esta vez fue para militar en el Atalanta. Con el club italiano su nivel mejoró mucho a pesar de que perdió la categoría en la temporada 2009-2010. En la temporada 2010-2011 logró el retorno a la primera división de Italia siendo uno de los referentes del equipo y segundo capitán.
A mediados de 2011 y pesar de su buena relación con el club italiano arregla su salida para volver a Rosario Central, club que militaba en la Primera B Nacional, segunda división del fútbol Argentino. Jugó apenas 16 partidos en 2 temporadas enteras, y después de conseguir el ascenso a primera división, rescinde su contrato. 
En julio de 2013 arregló su incorporación al Club Sportivo Belgrano de San Francisco, provincia de Córdoba, recientemente ascendido a la B Nacional. 
Para la temporada 2015 ficha para el Club Atlético Atlanta, para disputar el torneo de la Primera B Metropolitana, donde logró jugar con mucha continuidad, destacándose como una de las figuras de ese equipo.
A fines del 2015, tra idas y vueltas para renovar el contrato con Atlanta decide no continuar en el club y arregla con Platense, un grande de la división, para jugar la temporada siguiente firmando por 18 meses. Capitán y referente del equipo, ganó el respeto de dirigentes y compañeros.
En 2017 anunció su retiro como jugador profesional.

## Estadísticas
Actualizado el 8 de abril de 2017
| Equipo                      | Div.               | Temporada          | Liga     | Liga  | Copas nacionales | Copas nacionales | Copas internacionales | Copas internacionales | Total    | Total |
| Equipo                      | Div.               | Temporada          | Partidos | Goles | Partidos         | Goles            | Partidos              | Goles                 | Partidos | Goles |
| --------------------------- | ------------------ | ------------------ | -------- | ----- | ---------------- | ---------------- | --------------------- | --------------------- | -------- | ----- |
| Rosario Central Argentina   | 1.ª                | 2000-01            | 1        | 0     | -                | -                | -                     | -                     | 1        | 0     |
| Rosario Central Argentina   | 1.ª                | 2001-02            | 19       | 1     | -                | -                | -                     | -                     | 19       | 1     |
| Rosario Central Argentina   | 1.ª                | 2002-03            | 34       | 1     | -                | -                | -                     | -                     | 34       | 1     |
| Rosario Central Argentina   | 1.ª                | 2003-04            | 35       | 5     | -                | -                | 9                     | 0                     | 44       | 5     |
| Rosario Central Argentina   | 2.ª                | 2011-12            | 9        | 0     | 1                | 0                | -                     | -                     | 10       | 0     |
| Rosario Central Argentina   | 2.ª                | 2012-13            | 5        | 0     | 1                | 0                | -                     | -                     | 6        | 0     |
| Rosario Central Argentina   | Total R. Central   | Total R. Central   | 103      | 7     | 2                | 0                | 9                     | 0                     | 114      | 7     |
| Lazio · Italia              | 1.ª                | 2004-05            | 12       | 1     | 1                | 0                | -                     | -                     | 13       | 1     |
| Lazio · Italia              | Total Lazio        | Total Lazio        | 12       | 1     | 1                | 0                | -                     | -                     | 13       | 1     |
| River Plate Argentina       | 1.ª                | 2005-06            | 24       | 2     | -                | -                | 8                     | 0                     | 32       | 2     |
| River Plate Argentina       | Total River        | Total River        | 24       | 2     | -                | -                | 8                     | 0                     | 32       | 2     |
| Atalanta · Italia           | 1.ª                | 2006-07            | 20       | 0     | -                | -                | -                     | -                     | 20       | 0     |
| Atalanta · Italia           | 1.ª                | 2007-08            | 9        | 0     | -                | -                | -                     | -                     | 9        | 0     |
| Atalanta · Italia           | 1.ª                | 2008-09            | 30       | 1     | -                | -                | -                     | -                     | 30       | 1     |
| Atalanta · Italia           | 1.ª                | 2009-10            | 17       | 0     | 1                | 0                | -                     | -                     | 18       | 0     |
| Atalanta · Italia           | 2.ª                | 2010-11            | 9        | 0     | -                | -                | -                     | -                     | 9        | 0     |
| Atalanta · Italia           | Total Atalanta     | Total Atalanta     | 85       | 1     | 1                | 0                | -                     | -                     | 86       | 1     |
| Sportivo Belgrano Argentina | 2.ª                | 2013-14            | 4        | 0     | -                | -                | -                     | -                     | 4        | 0     |
| Sportivo Belgrano Argentina | 2.ª                | 2014               | 11       | 0     | -                | -                | -                     | -                     | 11       | 0     |
| Sportivo Belgrano Argentina | Total Sp. Belgrano | Total Sp. Belgrano | 15       | 0     | -                | -                | -                     | -                     | 15       | 0     |
| Atlanta Argentina           | 3.ª                | 2015               | 30       | 1     | 2                | 0                | -                     | -                     | 32       | 1     |
| Atlanta Argentina           | Total Atlanta      | Total Atlanta      | 30       | 1     | 2                | 0                | -                     | -                     | 32       | 1     |
| Platense Argentina          | 3.ª                | 2016               | 17       | 0     | -                | -                | -                     | -                     | 17       | 0     |
| Platense Argentina          | 3.ª                | 2016-17            | 19       | 2     | -                | -                | -                     | -                     | 19       | 2     |
| Platense Argentina          | Total Platense     | Total Platense     | 36       | 2     | -                | -                | -                     | -                     | 36       | 2     |
| Total en carrera            | Total en carrera   | Total en carrera   | 305      | 14    | 6                | 0                | 17                    | 0                     | 328      | 14    |

## Palmarés
| Título             | Club            | País      | Año  |
| ------------------ | --------------- | --------- | ---- |
| Serie B            | Atalanta        | Italia    | 2011 |
| Primera B Nacional | Rosario Central | Argentina | 2013 |